# Calditrichota
Phylum
Synonymes
- Calditrichota Youssef et al. 2019
- Calditrichaeota Kublanov et al. 2017

Les Calditrichota sont un phylum monotypique du règne des Pseudomonadati au sein du domaine Bacteria. Son nom provient de Caldithrix qui est le genre type de ce phylum.
Selon la LPSN (22 avril 2025) ce phylum ne comporte qu'une seule classe, les Calditrichia Kublanov et al. 2022.

## Taxonomie
Ce phylum est proposé en 2017 par I.V. Kublanov sous le nom de « Calditrichaeota ». Il est validé quatre ans plus tard par Oren et Garrity après un renommage conforme au code de nomenclature bactérienne (le nom du phylum devant être dérivé de celui de son genre type, en l'occurrence Caldithrix, par adjonction du suffixe -ota conformément à une décision de l'ICSP en 2021).